# Guillaume Moreau

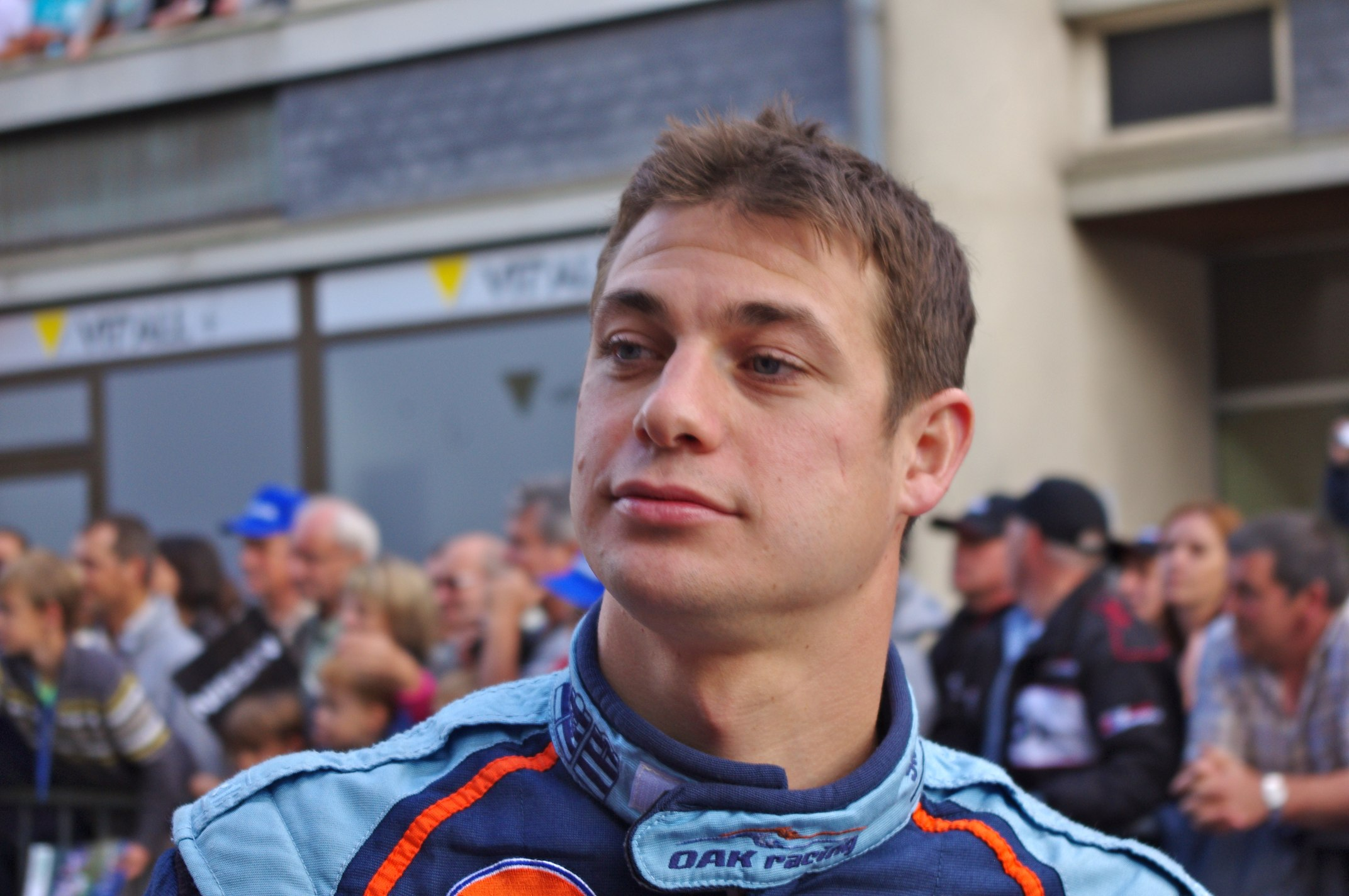
Guillaume Moreau 2011 in Le Mans

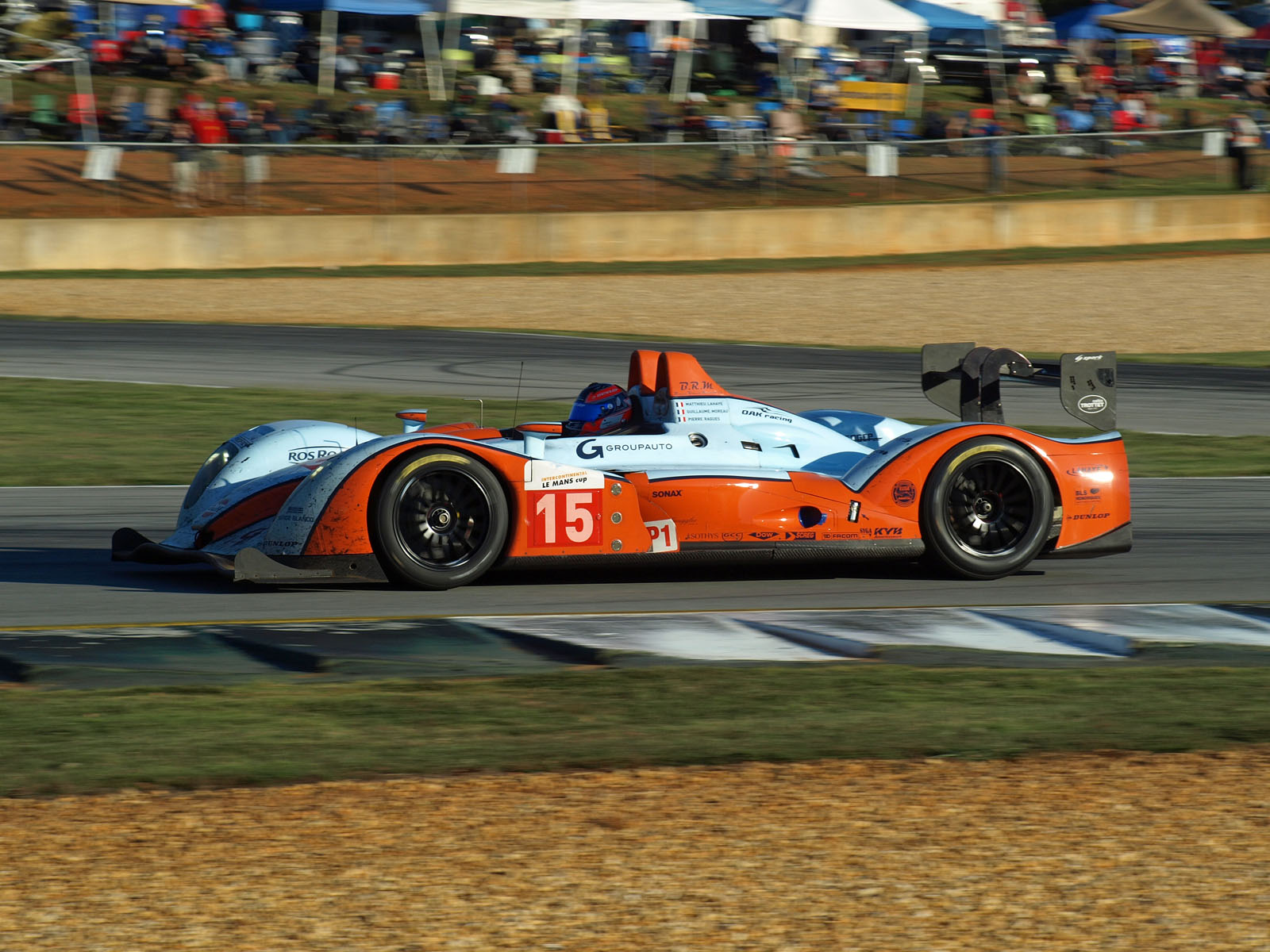
Guillaume Moreau in einem Pescarolo 01, beim Petit Le Mans 2011

Guillaume Moreau (* 8. März 1983 in Limoges) ist ein ehemaliger französischer Rennfahrer.

## Karriere
Moreau begann seine Motorsportkarriere 1995 im Kartsport, in dem er bis 2001 aktiv war. 2002 wechselte der Nachwuchsrennfahrer in die französische Formel Renault, in der er am Saisonende den zwölften Gesamtrang belegte. Außerdem nahm er an einem Rennen des Formel Renault 2.0 Eurocups teil. 2003 blieb Moreau in der französischen Formel Renault und er verbesserte sich mit vier Podest-Platzierungen auf den vierten Platz in der Fahrerwertung. Außerdem startete er erneut bei einigen Rennen im Eurocup, in dem er in dieser Saison den 17. Gesamtrang belegte. 2004 bestritt Moreau seine dritte Saison in der französischen Formel Renault und es gelang ihm mit drei Siegen den dritten Gesamtrang zu erreichen. Außerdem verbesserte er sich im Eurocup, obwohl er sieglos blieb, auf den siebten Platz im Gesamtklassement.
2005 wechselte der Franzose in die Formel-3-Euroserie. Mit einem Sieg in Zandvoort belegte er am Saisonende den achten Gesamtrang. 2006 blieb er in der Formel-3-Euroserie, allerdings musste er sich in diesem Jahr mit einem zweiten Platz als bestes Resultat und Platz zehn in der Gesamtwertung zufriedengeben. Dabei ließ er u. a. seinen Teamkollegen und späteren Formel-1-Fahrer Romain Grosjean hinter sich. 2007 verließ Moreau die Euroserie und er ging in der World Series by Renault für KTR an den Start. In der neuen Serie entschied er ein Rennen für sich und belegte am Saisonende den 14. Gesamtrang. Außerdem gab er in diesem Jahr sein Debüt in der Le Mans Series und beim 24-Stunden-Rennen von Le Mans. 2008 blieb Moreau bei KTR in der World Series by Renault. Er wurde allerdings nach fünf Rennwochenenden durch Sergei Afanassjew ersetzt. Dennoch belegte er am Saisonende in der Gesamtwertung den 16. Platz. Sein Nachfolger Afanassjew lag ohne Punkte auf dem letzten Platz in der Fahrerwertung. Darüber hinaus startete Moreau erneut in der Le Mans Series, in der er mit Patrice Goueslard den Meistertitel gewann, und er nahm beim 24-Stunden-Rennen von Le Mans teil. 2009 kehrte Moreau zum fünften Rennwochenende in die World Series by Renault zurück. Mit einem dritten Platz als bestes Resultat belegte er am Saisonende den 18. Gesamtrang. Neben einem weiteren Start beim 24-Stunden-Rennen von Le Mans nahm er an zwei Rennen der FIA-GT-Meisterschaft teil.

## Statistik

### Karrierestationen
- 1995–2001: Kartsport
- 2002: Französische Formel Renault (Platz 12)
- 2003: Französische Formel Renault (Platz 4)
- 2004: Französische Formel Renault (Platz 3)
- 2005: Formel-3-Euroserie (Platz 8)
- 2006: Formel-3-Euroserie (Platz 10)
- 2007: World Series by Renault (Platz 14)
- 2008: World Series by Renault (Platz 16)
- 2009: World Series by Renault (Platz 18)

### Le-Mans-Ergebnisse
| Jahr | Team                  | Fahrzeug                | Teamkollege      | Teamkollege      | Platzierung | Ausfallgrund |
| ---- | --------------------- | ----------------------- | ---------------- | ---------------- | ----------- | ------------ |
| 2007 | Courage Compétition   | Courage LC70            | Jean-Marc Gounon | Stefan Johansson | Ausfall     | Motorschaden |
| 2008 | Luc Alphand Aventures | Chevrolet Corvette C6.R | Luc Alphand      | Jérôme Policand  | Rang 15     |              |
| 2009 | OAK Racing            | Pescarolo 01            | Matthieu Lahaye  | Karim Ajlani     | Ausfall     | Defekt       |
| 2010 | OAK Racing            | Pescarolo 01            | Matthieu Lahaye  | Jan Charouz      | Rang 7      |              |
| 2011 | OAK Racing            | Pescarolo 01            | Tiago Monteiro   | Pierre Ragues    | Ausfall     | Defekt       |

### Sebring-Ergebnisse
| Jahr | Team       | Fahrzeug         | Teamkollege       | Teamkollege       | Platzierung | Ausfallgrund |
| ---- | ---------- | ---------------- | ----------------- | ----------------- | ----------- | ------------ |
| 2011 | OAK Racing | Pescarolo 01     | Matthieu Lahaye   | Pierre Ragues     | Ausfall     | Mechanik     |
| 2012 | OAK Racing | OAK Pescarolo 01 | Dominik Kraihamer | Bertrand Baguette | Ausfall     | Defekt       |